# Раменський міський округ
Ра́менський райо́н — муніципальний район в Росії, в складі Московської області.

## Адміністративний поділ
До складу району входять 21 поселення, з яких 6 міських поселень та 15 сільських поселень:
| Поселення                            | Площа, км² | Населення, осіб | Центр          | Населені пункти |
| ------------------------------------ | ---------- | --------------- | -------------- | --------------- |
| Биковське міське поселення           | -          | 10056           | Биково         | 14              |
| Ільїнське міське поселення           | 33,6       | 14641           | Ільїнський     | 3               |
| Кратовське міське поселення          | 43,6       | 14692           | Кратово        | 6               |
| Раменське міське поселення           | 230,8      | 122493          | Раменське      | 26              |
| Родниковське міське поселення        | -          | 5447            | Родники        | 2               |
| Удельненське міське поселення        | -          | 24298           | Удельна        | 30              |
| Верейське сільське поселення         | 14,7       | 5011            | Верея          | 6               |
| Вялковське сільське поселення        | -          | 4341            | Вялки          | 13              |
| Ганусовське сільське поселення       | -          | 4333            | Ганусово       | 19              |
| Гжельське сільське поселення         | -          | 10016           | Гжель          | 14              |
| Заболотьєвське сільське поселення    | 26,1       | 9130            | Нове           | 9               |
| Константиновське сільське поселення  | 95,5       | 4834            | Константиново  | 16              |
| Кузнецовське сільське поселення      | 90,8       | 9282            | Кузнецово      | 13              |
| Никоновське сільське поселення       | 150,0      | 3059            | Никоновське    | 14              |
| Новохаритоновське сільське поселення | -          | 8944            | Новохаритоново | 21              |
| Островецьке сільське поселення       | 22,9       | 5012            | Островці       | 4               |
| Риболовське сільське поселення       | 164,8      | 4992            | Риболово       | 22              |
| Сафоновське сільське поселення       | -          | 7591            | Сафоново       | 9               |
| Соф'їнське сільське поселення        | 107,2      | 5110            | Соф'їно        | 20              |
| Ульянинське сільське поселення       | -          | 3753            | Ульянино       | 20              |
| Чулковське сільське поселення        | 88,0       | 5883            | імені Тельмана | 13              |

## Найбільші населені пункти
| №  | Населений пункт                | Населення, осіб (2006) |
| -- | ------------------------------ | ---------------------- |
| 1  | Раменське                      | 82 074                 |
| 2  | Удельна                        | 13 309                 |
| 3  | Биково                         | 9 235                  |
| 4  | Ільїнський                     | 8 011                  |
| 5  | Кратово                        | 6 855                  |
| 6  | Електроізолятор                | 4 247                  |
| 7  | Островці                       | 4 114                  |
| 8  | Дубова Роща                    | 4 109                  |
| 9  | Дружба                         | 4 092                  |
| 10 | імені Тельмана                 | 4 017                  |
| 11 | Совхоз «Раменське»             | 3 862                  |
| 12 | Родники                        | 3 741                  |
| 13 | Константиново                  | 3 595                  |
| 14 | Речиці                         | 3 465                  |
| 15 | Рилеєво                        | 2 201                  |
| 16 | Нове                           | 2 138                  |
| 17 | Соф'їно                        | 2 096                  |
| 18 | Гжельський цегляний завод      | 1 880                  |
| 19 | Верея                          | 1 434                  |
| 20 | Никоновське                    | 1 352                  |
| 21 | Биково                         | 1 313                  |
| 22 | Спартак                        | 1 311                  |
| 23 | Бронниця                       | 1 295                  |
| 24 | Клішева                        | 1 246                  |
| 25 | Нікітське                      | 1 211                  |
| 26 | Заворово                       | 1 197                  |
| 27 | Дергаєво                       | 1 181                  |
| 28 | Строкино                       | 1 123                  |
| 29 | Кузяєвський порцеляновий завод | 1 121                  |
| 30 | Юрово                          | 1 082                  |
| 31 | Ульянино                       | 1 027                  |
| 32 | Риболово                       | 1 011                  |
| 33 | Ігумново                       | 1 003                  |